# Сент-Уаян
Сент-Уая́н (фр. Saint-Oyen) — колишній муніципалітет у Франції, у регіоні Овернь-Рона-Альпи, департамент Савоя. Населення — 202 осіб (2011).
Муніципалітет був розташований на відстані близько 490 км на південний схід від Парижа, 135 км на схід від Ліона, 50 км на схід від Шамбері.

## Історія
До 2015 року муніципалітет перебував у складі регіону Рона-Альпи. Від 1 січня 2016 року належав до нового об'єднаного регіону Овернь-Рона-Альпи.
1 січня 2019 року Сент-Уаян, Егбланш i Ле-Буа було об'єднано в новий муніципалітет Гранд-Егбланш.

## Демографія
Динаміка населення (INSEE ):
Розподіл населення за віком та статтю (2006):
| Стать | Всього | До 15 років | 15-24 | 25-44 | 45-64 | 65-85 | Понад 85 |
| --- | ------ | ----------- | ----- | ----- | ----- | ----- | -------- |
| Чоловіки | 84     | 4           | 0     | 32    | 36    | 12    | 0        |
| Жінки | 120    | 20          | 28    | 16    | 32    | 16    | 8        |
| \| Статево-вікова піраміда \| Статево-вікова піраміда \| Статево-вікова піраміда \| \| ----------------------- \| ----------------------- \| ----------------------- \| \| Чоловіки \| Вік \| Жінки \| \| 0 \| 85 + \| 8 \| \| 0 \| 80-84 \| 8 \| \| 4 \| 75-79 \| 4 \| \| 4 \| 70-74 \| 4 \| \| 4 \| 65-69 \| 0 \| \| 12 \| 60-64 \| 8 \| \| 8 \| 55-59 \| 8 \| \| 12 \| 50-54 \| 12 \| \| 4 \| 45-49 \| 4 \| \| 4 \| 40-44 \| 12 \| \| 4 \| 35-39 \| 0 \| \| 12 \| 30-34 \| 0 \| \| 12 \| 25-29 \| 4 \| \| 0 \| 20-24 \| 20 \| \| 0 \| 15-20 \| 8 \| \| 0 \| 10-14 \| 4 \| \| 0 \| 5-9 \| 4 \| \| 4 \| 0-4 \| 12 \| |        |             |       |       |       |       |          |
| Статево-вікова піраміда |        |             |       |       |       |       |          |
| Чоловіки | Вік    | Жінки       |       |       |       |       |          |
| 0 | 85 +   | 8           |       |       |       |       |          |
| 0 | 80-84  | 8           |       |       |       |       |          |
| 4 | 75-79  | 4           |       |       |       |       |          |
| 4 | 70-74  | 4           |       |       |       |       |          |
| 4 | 65-69  | 0           |       |       |       |       |          |
| 12 | 60-64  | 8           |       |       |       |       |          |
| 8 | 55-59  | 8           |       |       |       |       |          |
| 12 | 50-54  | 12          |       |       |       |       |          |
| 4 | 45-49  | 4           |       |       |       |       |          |
| 4 | 40-44  | 12          |       |       |       |       |          |
| 4 | 35-39  | 0           |       |       |       |       |          |
| 12 | 30-34  | 0           |       |       |       |       |          |
| 12 | 25-29  | 4           |       |       |       |       |          |
| 0 | 20-24  | 20          |       |       |       |       |          |
| 0 | 15-20  | 8           |       |       |       |       |          |
| 0 | 10-14  | 4           |       |       |       |       |          |
| 0 | 5-9    | 4           |       |       |       |       |          |
| 4 | 0-4    | 12          |       |       |       |       |          |

## Економіка
2010 року серед 132 осіб працездатного віку (15—64 років) 99 були активними, 33 — неактивними (показник активності 75,0%, у 1999 році було 69,2%). З 99 активних мешканців працювали 93 особи (52 чоловіки та 41 жінка), безробітними було 6 (5 чоловіків та 1 жінка). Серед 33 неактивних 3 особи були учнями чи студентами, 21 — пенсіонерами, 9 були неактивними з інших причин.

У 2010 році в муніципалітеті числилось 90 оподаткованих домогосподарств, у яких проживали 219,0 особи, медіана доходів виносила 20 141,5 євро на одного особоспоживача